# بيت جونز (كاتب)
بيت جونز (بالإنجليزية: Pete Jones)‏ هو عازف قيثارة وكاتب سيناريو بريطاني، ولد في سبتمبر 1957م في واتفورد في المملكة المتحدة.